# 江口水库 (广西)
江口水库是中国广西壮族自治区玉林市福绵区成均镇境内的一座水库，位于南流江支流平威江上，建于1957年。水库正常库容为1130万立方米，集雨面积为36平方千米，海拔为111.1米。